# Doliornis
Doliornis és un gènere d'ocells de la família dels cotíngids (Cotingidae).

## Taxonomia
Segons la Classificació del Congrés Ornitològic Internacional (versió 14.2, 2024) aquest gènere està format per dues espècies:
- Cotinga de Sclater (Doliornis sclateri Taczanowski, 1874)
- Cotinga de Remsen (Doliornis remseni Robbins, Rosenberg, GH & Sornoza-Molina, 1994)